# Astaena rugithorax
Astaena rugithorax är en skalbaggsart som beskrevs av Saylor 1946. Astaena rugithorax ingår i släktet Astaena och familjen Melolonthidae. Inga underarter finns listade.